# Stegonotus modestus
Espèce
Synonymes
- Lycodon modestus Schlegel, 1837
- Lycodon lividum
Duméril, Bibron & Duméril, 1854
- Ablabes greineri Bleeker, 1860

Stegonotus modestus  est une espèce de serpents de la famille des Colubridae.

## Répartition
Cette espèce se rencontre :
- en Papouasie-Nouvelle-Guinée en Nouvelle-Guinée orientale ;
- en Indonésie dans les Petites îles de la Sonde à Semau, dans les Moluques à Céram, à Ambon, à Nusa Laut, à Buru, à Halmahera, à Ternate, dans les îles Kai et les îles Aru et en Nouvelle-Guinée occidentale y compris à Salawati.

## Publication originale
- Schlegel, 1837 : Essai sur la physionomie des serpens, vol. 1 (texte intégral) et vol. 2 (texte intégral).